# Sylvain Lamolère
 (novembre 2018).
Si vous disposez d'ouvrages ou d'articles de référence ou si vous connaissez des sites web de qualité traitant du thème abordé ici, merci de compléter l'article en donnant les références utiles à sa vérifiabilité et en les liant à la section « Notes et références ».
Pour les articles homonymes, voir Lamolère.

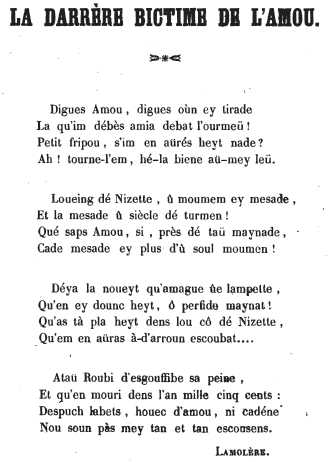
La darrère bictime de l'amou, un poème de Sylvain Lamolère.

Sylvain Lamolère, né le 25 juillet 1773 à Pau et mort le 23 avril 1863 à Morlaàs, est un écrivain béarnais de langue d'oc.

## Poésies
- Estreés béarnaises, ta l'an 1820, Pau, Émile Vignancour, 1820 (lire en ligne).
- Poésies béarnaise, Pau, Émile Vignancour, 1827 (lire en ligne).
- Poésies béarnaise, Pau, Émile Vignancour, 1852 (lire en ligne).
- Poésies béarnaise, Pau, Émile Vignancour, 1860 (lire en ligne).